# Le Pic rouge : L'Auberge de l'alpiniste mort
Le Pic rouge : L'Auberge de l'alpiniste mort (Отель "У Погибшего Альпиниста", Otel "U Pogibshego Al'pinista") est un jeu vidéo d'aventure en pointer-et-cliquer développé par Electronic Paradise et édité par Lighthouse Interactive, sorti en 2007 sur Windows.
Il est adapté du roman L'Auberge de l'alpiniste mort d'Arcadi et Boris Strougatski.

## Accueil
- Adventure Gamers : 1/5[1]
- Jeuxvideo.com : 9/20[2]